# Dehui
Dehui (德惠市S, DéhuìP) è una città-contea della Cina, situata nella provincia di Jilin e amministrata dalla prefettura di Changchun.